# فورد كراون فكتوريا
فورد كراون فيكتوريا هي سيارة ذات دفع خلفي من إنتاج شركة فورد موتور. كان أول إنتاج منها في خمسينات القرن العشرين مستهدفا أسواق أمريكا الشمالية.

## اسم كراون فيكتوريا
سميت كراون فكتوريا تيمناً باسم نوع من العربات الفخمة المشهورة التي كانت تجرها الخيول.
وبعد قرابة الخمسين سنة من الإنتاج وبعد تصنيع أكثر من 10 ملايين سيارة كراون فيكتوريا منذ عام 1955. قررت شركة فورد من وقف تصنيعها وكان موديل 2012 هو الأخير وكان المصنع قد قام بتصنيع أخر سيارة كراون فيكتوريا ليتم شحنها إلى المملكة العربية السعودية وبهذا يسدل الستار على أعرق السيارات الأمريكية والتي خدمت شُعُوبا وحكومات.

## كراون فكتوريا الشرطة الإعتراضية
وهي نسخة خاصة من كراون فكتوريا تاتي بمحرك 8 اسطوانات ونظام تعليق قوي واستخدمت الشرطة السعودية هذه النسخة بكثرة حتى بعد توقف تصنيعها في عام 2011. قلما تجد هكذا شركة كفورد شريك للحكومات والشعوب
بالنسبة للشرطة الأمريكية. قد تم أخذ احتياطي من قطع الغيار ليكفي أسطولها، وسيتم استخدام فورد توريس كـ دوريات شرطة جديدة.

## لمحة عامة
يأتي المحرك بثمان أسطوانات بسعة 4.6 لتر وناقل سرعات أوتوماتيك أربع سرعات يعتبر ممتاز لسيارة ثقيلة. وتعتبر فورد كراون فكتوريا سيارة شبه اقتصادية لكونها توفر من استهلاك قطع الغيار بشكل كبير وتحتوي على 4 وسائد هوائية ويوجد بها نظام مانع الانزلاق في العجلات.

## المبيعات في الشرق الأوسط
شهدت الأسواق الخليجية والسعودية خاصة ارتفاع كبير في اسعار سيارة كراون فكتوريا ما يقارب %45 من سعرها المعتاد بسبب انقطاعها عن الاسواق.

## معرض صور

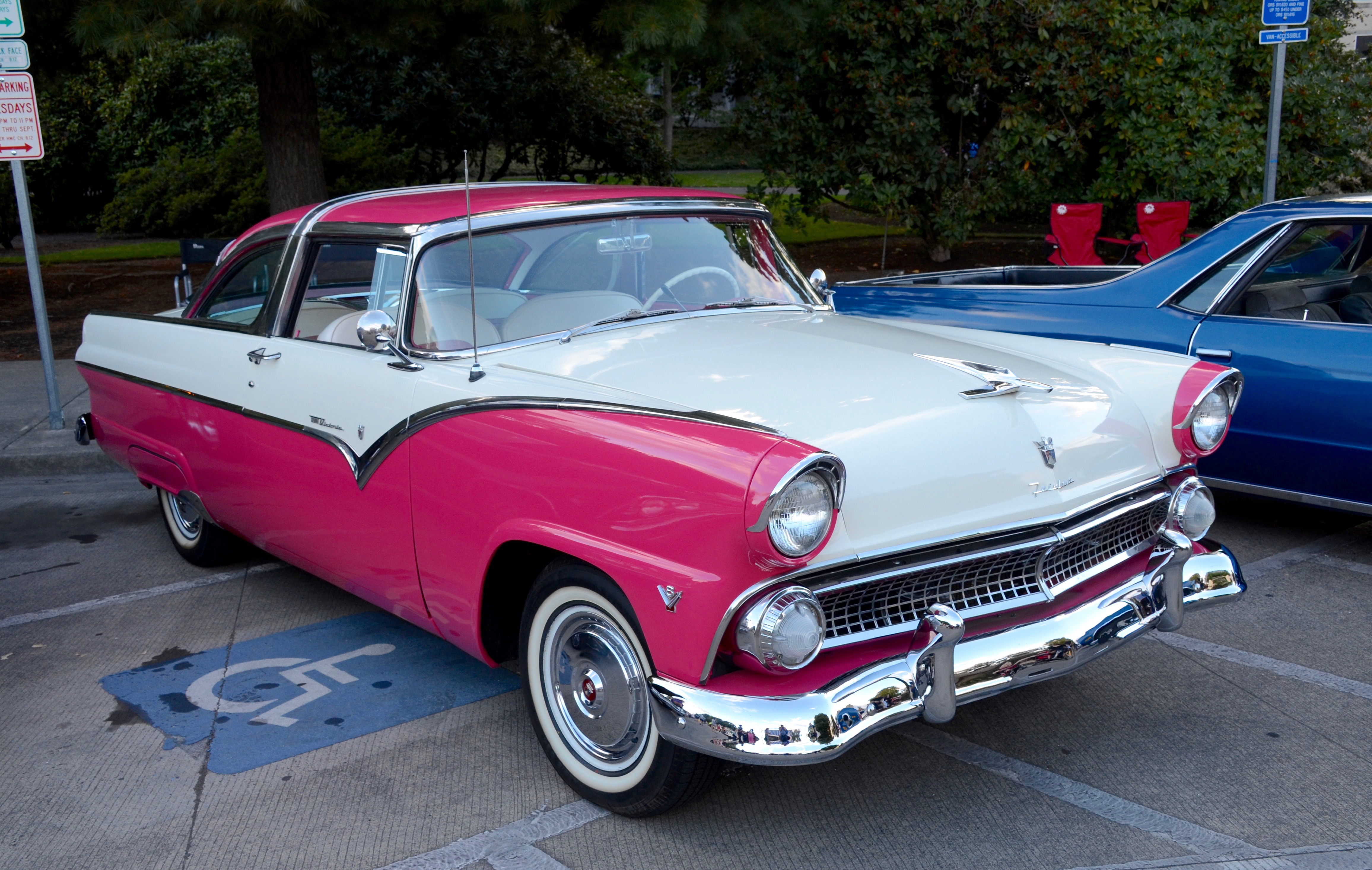
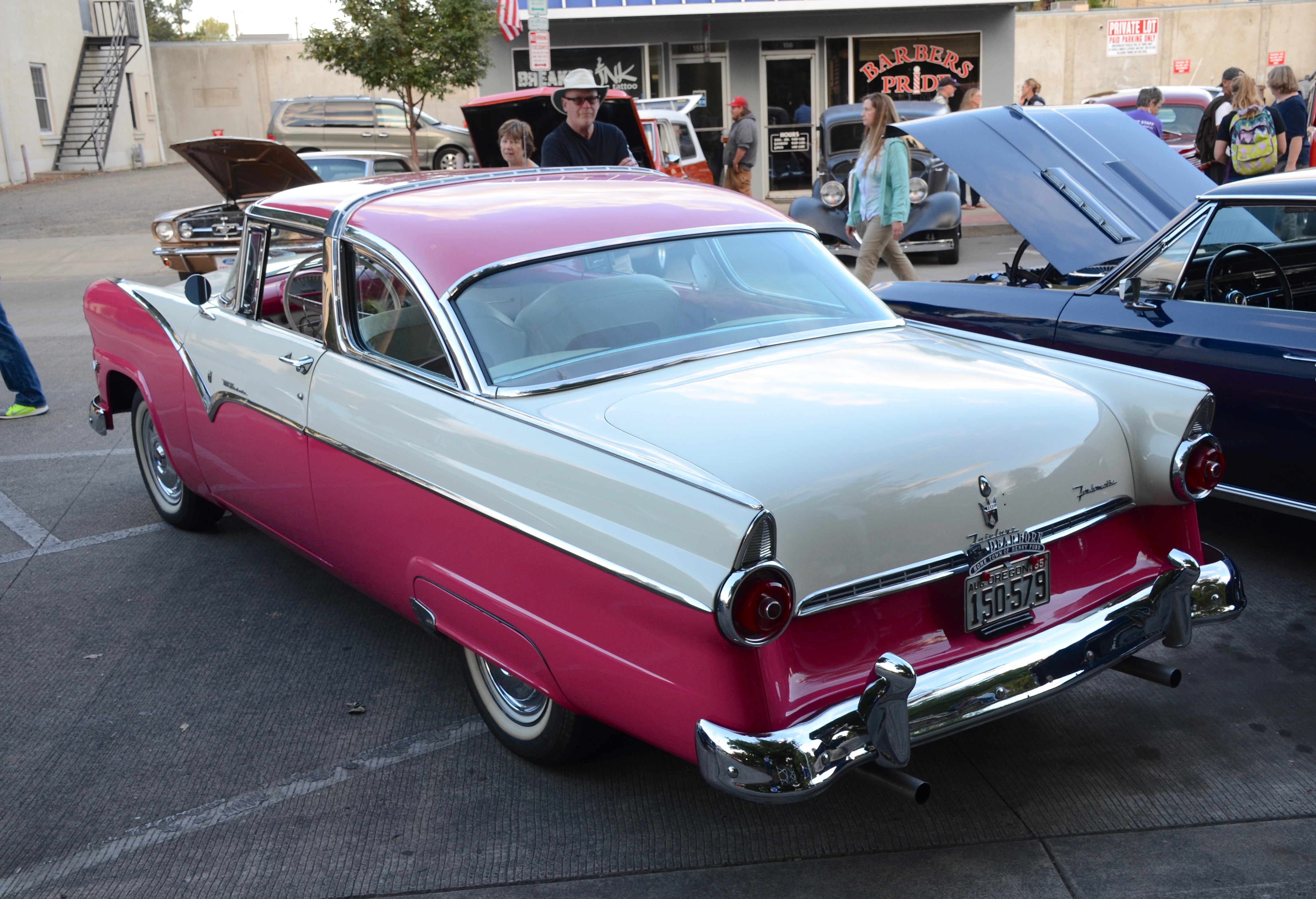
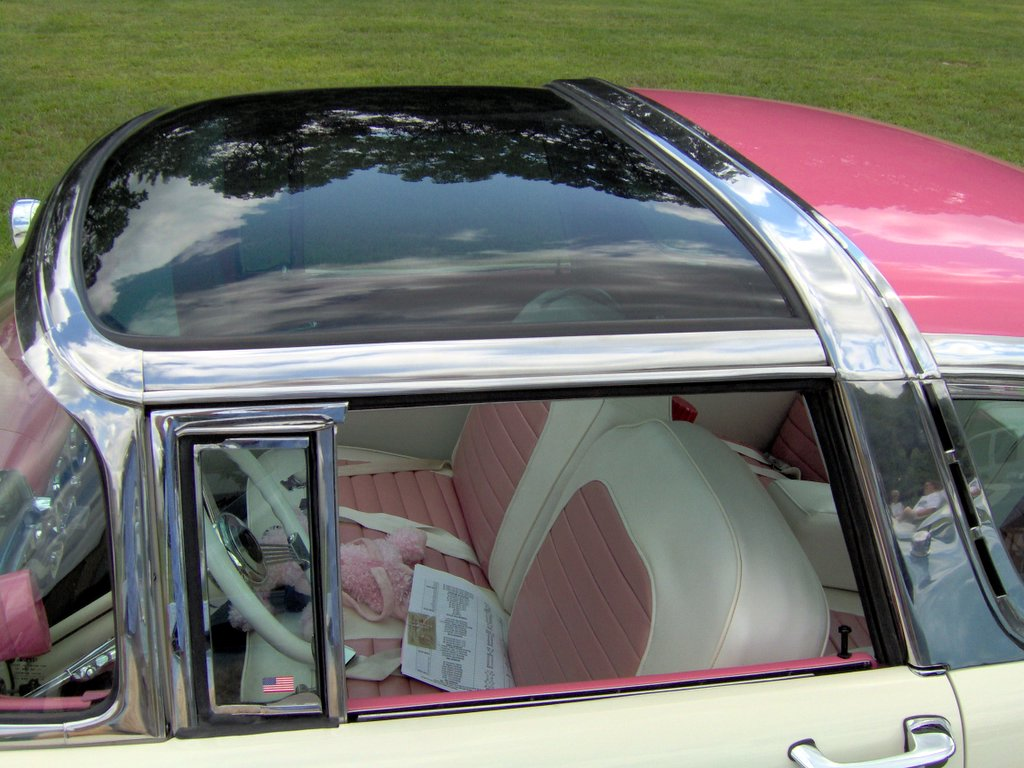

## وصلات خارجية
فورد كراون فكتوريا على الموقع الرسمي لفورد (الولايات المتحدة): السيارة المدنية - سيارة الشرطة - السيارة التجارية.

## المبيعات
| السنة | الوحدات (الولايات المتحدة) |
| ----- | -------------------------- |
| 1993  | 101,685                    |
| 1994  | 103,040                    |
| 1995  | 98,163                     |
| 1996  | 108,789                    |
| 1997  | 107,872                    |
| 1998  | 111,531                    |
| 1999  | 114,669                    |
| 2000  | 92,047                     |
| 2001  | 95,261                     |
| 2002  | 79,716                     |
| 2003  | 78,541                     |
| 2004  | 70,816                     |
| 2005  | 63,939                     |
| 2006  | 62,976                     |
| 2007  | 60,901                     |
| 2008  | 48,557                     |
| 2009  | 33,255                     |
| 2010  | 33,722                     |
| 2011  | 46,725                     |
| 2012  | 4,429                      |